# Jagdgeschwader 232
A Jagdgeschwader 232 foi uma asa de caças da Luftwaffe, durante a Alemanha Nazi. Foi formada no dia 1 de abril de 1936 em Bernburg. No dia 20 de Abril de 1937 foi extinta para ser formado o I./JG 137.